# Тирана
 Тази статия е за града.  За футболния отбор вижте Тирана (отбор).  
Тирана (на албански: Tiranë или Tirana) е столицата и най-големият град в Албания. Географските ѝ координати са 41°19′39″ с. ш. 19°49′08″ и. д. / 41.3275° с. ш. 19.818889° и. д. и се намира окръг Тирана, област Тирана. По данни от 2008 г. населението ѝ е 618 431 души. Основана през 1614 г., Тирана става столица на Албания на 27 март 1921 г., наместо Дуръс.

## История
Тирана е сравнително нов град. Приема се, че е основана в 1614 г. и под сянката на съседна Круя.
От 1913 г. Тирана има статут на община с право на кмет.
От 8 февруари 1920 г., по силата на решение на Конгреса в Люшня, Тирана е избрана на новосъздадената по силата на решение на великите сили – държава Албания. Решението е официализирано на 31 декември 1925 г.
Тирана, подобно само на стара София на Балканите, си има своя планина – Дайти.

## География
Разположена на река Ишми (Лана), и под планината Дайти.
Тирана е главният индустриален и културен център на Албания. Най-важните индустрии включват земеделските продукти и машинните съоръжения, текстила, фармацевтиката и металните изделия. След 20-те години на 20 век Тирана бързо се разраства и развива нови индустрии.
Днес в Тирана са налице опити за развитие на туризма, въпреки че те са възпрепятствани от политическата нестабилност в района, която се дължи на военните конфликти през 90-те години в Албания и съседните Босна и Херцеговина, Косово и Северна Македония.
Забележителностите на Тирана са площадът с паметника на Скендербег, Съборната Православна църква, Централната джамия и Операта.
Сред приятните заведения с добра кухня са веригата „Розафа“ – пица и морски дарове, Гювендия, българският ресторант „Файтона“ и такъв от веригата „Хепи“ на ТИМ.

## Население
Към септември 2008 г. населението на града е изчислено на 618 431 души.
През 1703 г. Тирана е имала население около 4000 жители, а през 1820 г. броят им се утроява до 12 000. Първото официално преброяване през 1923 г. (няколко години след като Тирана става столица на Албания) показва брой на населението 10 845 души.
В средата на 20. век Тирана претърпява индустриален растеж, което води до увеличаване на населението до 137 000 души през 1960 г.
След падането на комунизма през 1991 г. столицата на Албания бързо увеличава своето население поради многото жители, идващи от селата в града, за да търсят работа.

### Динамика
- 1703 – 4000 жители
- 1820 – 12 000 жители
- 1923 – 10 845 жители
- 1937 – 35 000 жители
- 1955 – 108 200 жители
- 1985 – 200 000 жители
- 2001 – 610 000 жители
- 2008 – 618 431 жители
- 2009 – 650 837 жители
- 2012 – 650 900 жители

## Личности
Родени в Тирана
- Фатос Нано (р. 1952), политик
- Генц Поло (р. 1963), политик
- Ермонела Яхо, певица

Починали в Тирана
- Вехби Аголи (1867 – 1937), просветен и религиозен деец
- Деко Абаджиев (1895 – 1928), български комунист
- Дервиш Хима (1872 – 1928), албански политик
- Илия Антевски (1919 – 1943), югославски партизанин и деец на НОВМ
- Душко Попович (1913 – 1943), югославски партизанин и деец на НОВМ
- Мюртеза Алиу (1878 – 1937), албански лекар и общественик
- Хафиз Исмет Дибра (1886 – 1955), албански религиозен деец

Други
- Сали Бериша (р. 1944), политик, живее в града от 1960-те години
- Алфред Моисиу (р. 1929), офицер и политик, живее в града от 1948
- Георгиос Сеферис (1900 – 1971), гръцки поет, работи в гръцкото посолство през 1936 – 1938

## Други
На Тирана е наречена улица в квартал „Дружба“ в София (Карта).

## Побратимени градове
| - – Анкара, Турция - – Атина, Гърция - – Барселона, Испания - – Пекин Китай (от 2005) - – Брюксел, Белгия - – Букурещ, Румъния - – Бурса, Турция | - – Cobourg, Канада - – Флоренция, Италия - – Генуа, Италия - – Гранд Рапидс, САЩ - – Киев, Украйна - – Мадрид, Испания - – Марсилия, Франция | - – Москва, Русия - – Париж, Франция - – Прага, Чехия - – Прищина, Косово - – Подгорица, Черна гора - – Рим, Италия - – Сеул, Южна Корея | - – София, България - – Стокхолм, Швеция - – Торино, Италия - – Улцин, Черна гора - – Вилнюс, Литва - – Загреб, Хърватия - – Сарагоса, Испания |